# 람보 (영화 시리즈)
"람보"(영어: Rambo)는 존 람보가 등장하는 액션 영화 시리즈다. 람보는 실베스터 스탤론이 연기한 미국 육군 특수부대 출신 군인으로, 베트남 전쟁 참전으로 정신적 외상을 받았지만 뛰어난 군사 기술을 습득하여 부패한 경찰관, 적군, 마약 카르텔과 싸웠다.

## 영화
- 람보
- 람보 2
- 람보 3
- 람보 4: 라스트 블러드
- 람보: 라스트 워